# المرأة في قطر
المرأة القطرية هي كل سيدة أو فتاة من قطر. تتأثر السياسات المتعلقة بحقوق المرأة في قطر بمفهوم السلفية الوهابية الإسلام. حصلت المرأة القطرية على حقها في الاقتراع منذ عام 1999.

## التاريخ
قبل إنشاء المجتمع الحضري في قطر؛ كانت هذه الأخيرة تعتمد على القبائل البدوية في كل من نجد والأحساء ومناطق أخرى من المملكة العربية السعودية. في مجتمع البدو، تُعدُ المرأة هي المسؤولة الأولى عن شراء وبيع السلع باسم قبيلتها. تولّت المرأة في كثير من الأحيان مناصب صنع القرار في القبيلة خاصة عندما يُغادر الرجال أسرهم لفترات طويلة من الوقت للمشاركة في الطواشة أو تلك الرحلات التجارية الطويلة. في تلك الفترة لم يكن التعليم مهم بالنسبة للنساء القطريات بل كانَ من النادٍر فعلا تعليمهن حسب التقليد البدوي. من ناحية أخرى؛ فالأطفال في المناطق الحضرية كانوا يدرسن القرآن حتى سن العاشرة ثم تحتفل بعض الأسر بما يُعرف بـ «ختم القرآن».

### العصر الصناعي
بعد أن بدأت البلاد في جني فوائد مالية من عمليات الحفر والتنقيب عن النفط في 1950 و1960، ارتفعت نسبة النساء اللاتي تلقين تعليمًا رسميًا في البلاد، ثم ارتفعت كذلك نسبة النساء العاملات خلال أوائل السبعينات.

## التعليم
افتُتحت أول مدرسة رسمية للبنات في قطر في عام 1955وذلك بعد ثلاث سنوات من افتتاح أول مدرسة للفتيان. قبل افتِتاح تلك المدرسة كانّ الشكل الوحيد من أشكال التعليم فيما يخص النساء هو التعليم الديني. كشفت التقارير السنوية لوزارة التعليم أنه في عام 1980-81 كان هناك 70 مدسة للبنات درست فيها ما مجموعه 19,356 طالبة أي بزيادة قدرها أكثر من 50 طالبة في عام 1955.
تُعد جامعة قطر أول جامعة يتم افتتاحها في دولة عام 1973. تضمَ هذه الجامعة كليات منفصلة لكل من الرجال والنساء. في بدايات الجامعة؛ كان هناك 157 طالبًا أوليَا بينهم 103 من الإناث. ظلت نسبة النساء الطالِبات مُقارنة بالرجال ثابتة على مدار عدة سنوات. وتُعد شيخة عبد الله المسند أول رئيسة للجامعة مطلع عام 2003. تُمثل الإناث أكثر من 50% من موظفي الجامعة حسب إحصائيات عام 2008. في عام 2012؛ كان هناك ما يقرب من ضعف عدد الإناث الطلاب المسجلين في الجامعة مقارنة بالذكور.
في عام 2008 تم الإبلاغ عن أن معدل النمو في عدد الطالبات قد تجاوز الذكور في المدارس العامة. جدير بالذكر هنا أن أكثر من نصف من موظفي وزارة التربية والتعليم هنّ من صنف الإناث.

## تقاليد الملابس
يميل الرجال والنساء في قطر بالاعتدال في الملبس وعدم ارتداء ملابس ملفتة، ذلك لأن العادات والتقاليد تتحكم في اختيار الملابس هناك. عادة ما ترتدي المرأة القطرية عباءة سوداء أو ثوب أسود طويل، وحجاب على رأسها أو غطاء رأس أسود.

## الرياضة
نادرا ما شاركت المرأة القطرية في أي من الرياضات حتى القرن 21. تغيرت أحوال قطر -في مجال الرياضة- منذ عام 1998 حينما استضافت للمرة الأولى في تاريخها دورة ألعاب القوى. حينها أشادَ الاتحاد الدولي لألعاب القوى بدولة قطر في استضافتها لمثل هاته الأحداث الرياضية الكبرى كما أشاد بتمكين المرأة من المشاهدة والتفرج من داخل أرضية الملعب. تأسّست لجنة الرياضة النسائية في قطر في عام 2000 ثم تحالفت مع اللجنة الأولمبية القطرية بحلول عام 2001. خلال دورة الألعاب الاولمبية الصيفية عام 2012 والتي أُقيمت في لندن؛ كانت قطر واحدة من الدول الثلاث التي لم تسمح للإناث بالتنافس في الألعاب الأولمبية، لكنها أرسلت في نهاية المطاف أربع نساء للمشاركة في الدورة وهنّ ندى أرقاجي ونور حسين المالكي في ألعاب القوى ثم آية مجدي في تنس الطاولة فضلا عن بهية الحمد في الرماية والتي حملت العلم القطري في حفل الافتتاح ووصفت هذا الحدث في وقت لاحق قائلة: «حقا إنّها لحظة تاريخية.»

## الحياة الاجتماعية
قطر هي دولة إسلامية تتبع النظام السلفي كما أنّ معظم سكانها ينتمون لطائفة أهل السنة والجماعة، اتبعاع قطر للسلفية يجعلها ثاني دولة في العالم الإسلامي تتبعُ هذه الأيديولوجية جنبا إلى جنب مع المملكة العربية السعودية. تميلُ القيم المجتمعية للمرأة في قطر إلى أن تكون أكثر ليبرالية من تلك الموجودة في المملكة العربية السعودية حيث أنّ نسبة الفصل بين الجنسين قليلة نسبيًا.
تسمح قطر للنساء بالحضور في المناسبات الاجتماعية كما تسمح لهن بحضور مناسبات من نوع آخر خاصة في ظل حضور أهل السيدة. بالنسية لمدارس البنات فهيَ منفصلة عن مدارس البنين. أمّا من ناحية فرص التوظيف؛ فعادة ما تشغل السيدة -أو الآنسة- القطرية مناصب مهمة في الشركات العامة أو الخاصة على الرغم من عدم وجود نساء في المناصب الحكومية.

## السياسة
يُسمح للرأة في قطر بالتصويت كما يُسمح لها بالترشح للمناصب العامة. سنّت قطر عشرات القوانين بحلول عام 1999 والتي مكنت النساء -والرّجال على حد سوا- من المُشاركة في صناعة القرار هذا فضلا عن المشاركة في انتخابات المجلس البلدي المركزي. هذه الانتخابات -التي تُعد الأولى من نوعها في قطر- عمدا والتي عُقدت في 8 آذار/مارس 1999 -مزامنة مع يوم المرأة العالمي- جعلت مِن قطر أول دولة من دول مجلس التعاون الخليجي تقوم بتحرير سكانها وبخاصة النّساء.
ترشّحت موزة المالكي في عام 1999 من أجل خوض الانتخابات البلدية لتكون بذلك هي الأخرى أول سيدة ضمن دول مجلس التعاون الخليجي تترشح لنيل مثل هكذا مناصب. أمّا شيخة بنت يوسف الجفيري فقد أصبحت أول امرأة تفوز في انتخابات المجلس البلدي المركزي التي عُقدت في عام 2003. قامت دولة قطر بتعيين أول امرأة في مجلس الوزراء بحلول عام 2003؛ يتعلّق الأمر هنا بالشيخة أحمد المحمود التي شغلت منصب وزيرة التربية والتعليم. تمّ انتخاب امرأتين في وقت واحد للمرة الأولى في عام 2015 خلال انتخابات المجلس البلدي المركزي من جديد.

## المساواة بين الجنسين
تطورت وضعية المرأة القطرية من الناحية القانونية والاجتماعية منذ 1990. زادت وضعية المرأة رفاهة بفضل الشيخة موزة التي ناصرت قضايا المرأة ودعتها في المؤتمرات المحلية والعالمية كما عملت على توفير فرص التعليم العالي وإنشاء منصب على المستوى الوزاري في الحكومة مخصص للتركيز على اهتمامات المرأة. نتيجة لكل هذه التطورات؛ أصبحَ لدى المرأة القطرية العديد من الفرص الوظيفية بما في ذلك المناصب القيادية في التعليم، الخدمات المصرفية، المشاريع الخيرية، الصحة، الخدمات البشرية، السياحة، قانون الخدمة المدنية وحتى المجال الدبلوماسي.
تأسّست لجنة شؤون المرأة في عام 1998 وهي فرع من فروع المجلس الأعلى لشؤون الأسرة وذلك من أجل رعاية المرأة القطرية. تسعى اللجنة كذلك إلى الدفاع عن حقوق المرأة وتهدف أيضًا إلى إدماج المرأة في المجتمع من خلال توفير المساعدة الاقتصادية وفرص العمل. عيّنت قطر أول امرأة في مجلس الوزراء عام 2003، وفي نفس العام فاز سيدة في انتخابات المجلس البلدي المركزي لأول مرة في التاريخ. أرسلت قطر كذلك النساء الرياضيات إلى دورة الألعاب الأولمبية الصيفية التي بدأت في 27 تموز/يوليو في لندن.
تُمثل النساء في قطر على مستوى اليد العاملة ما يقرب من 51% وهي أعلى من المتوسط العالمي بل هو أعلى معدل في العالم العربي. ومع ذلك؛ فإن النساء القطريات -وغير القطريات- تتأثرن بمشكل الفجوة في الأجور التي يتم دفعها حيث يصل الفرق إلى 25 حتى 50 في المائة مُقارنة بالرجال. وبالإضافة إلى ذلك فإنّ الرجال القطريون عادة ما يحصلون على علاوات اجتماعية تشمل وسائل الراحة مثل السكن والسفر على عكس النساء. عمومًا وحسب رأي الخبراء والمنظمات الدولية فإن قطر أصبحت دولة رائدة -في هذا المجال- مقارنة بباقي الدول العربية كما تسير بثبات نحو سنّ المزيد من الحقوق.